# 米哈伊利夫卡 (茲維亞海爾區)
50°53′40″N 28°5′53″E / 50.89444°N 28.09806°E
米哈伊利夫卡（烏克蘭語：Михайлівка）是位於烏克蘭北部的村莊，由日托米爾州茲維亞赫爾區的巴拉什市鎮負責管轄。該村面積0.81平方公里，海拔高度201米，2001年人口106，人口密度每平方公里130.7人。